# Société anonyme des Charbonnages d'Abhooz et Bonne-Foi Hareng

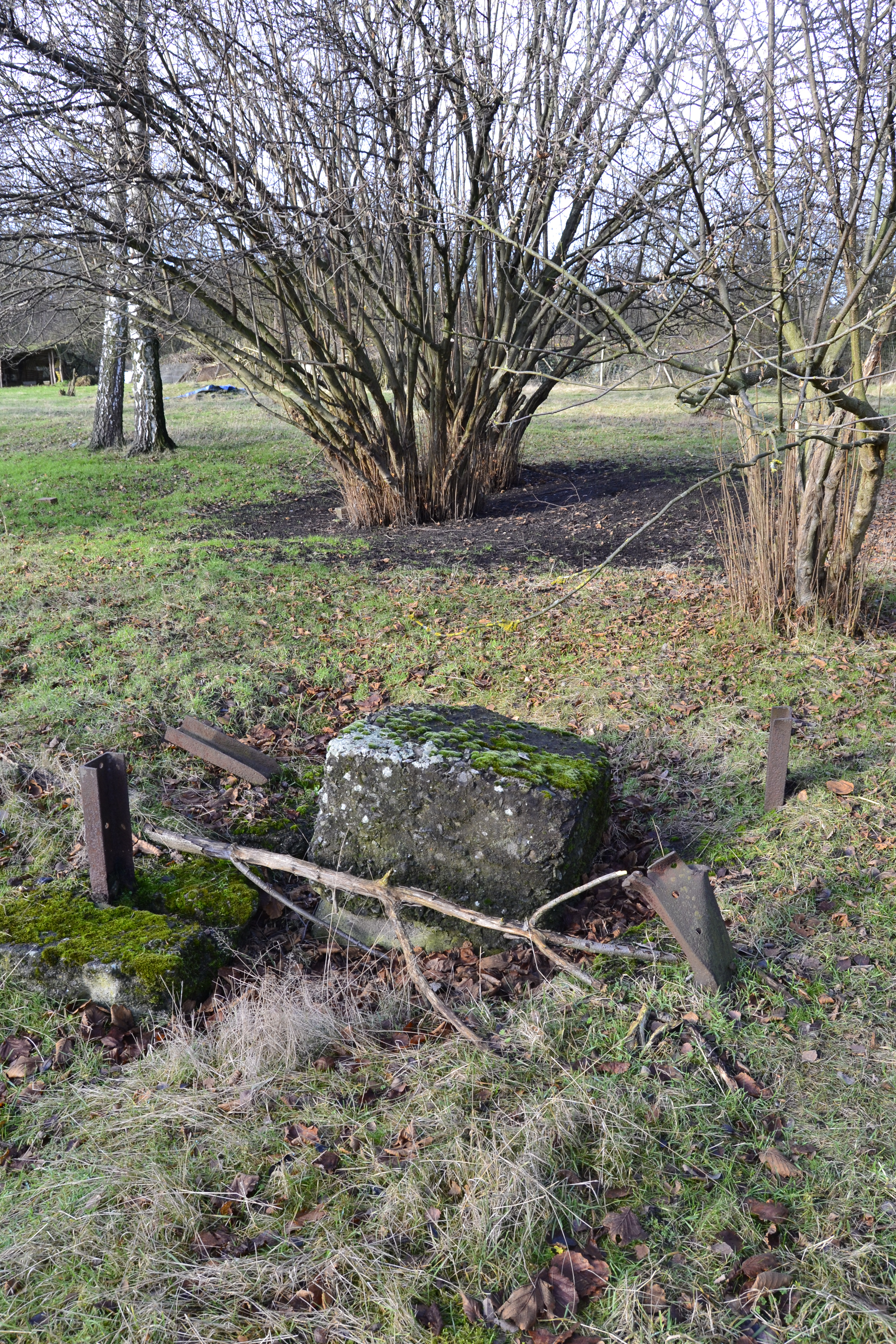
Een oude schacht van de Charbonnage de Milmort.

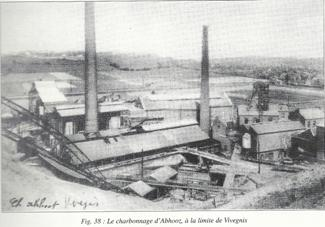
Voormalige charbonnage d'Abhooz.

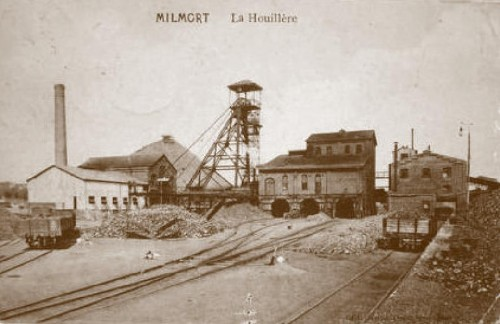
Voormalige charbonnage de Milmort.

De Société anonyme des Charbonnages d'Abhooz et Bonne-Foi Hareng is een voormalige steenkoolmijn in het Luiks steenkoolbekken.

## Geschiedenis
De mijn had concessies in de voormalige gemeenten Liers, Milmort, Herstal, Wandre, Rocourt, Vottem, Oupeye, Vivegnis en Hermée welke sinds 1977 onderdeel vormen van de huidige gemeenten Herstal, Luik en Oupeye. De concessie ligt geheel ten westen van de plaats Herstal.
Société Anonyme des charbonnages d'Abhooz et Bonne-Foi Hareng ontstond doordat in 1879 vijf bedrijven actief in de zone samensmolten:
- Houillère Bon Espoir et Bons amis,
- Houillère Bonne-Foi Hareng,
- Houillère de Bonne-Foi Homvent,
- Houillère d’Abhooz,
- Houillère Bon Espoir in Oupeye.

Op het einde van de 19de eeuw besloot de vennootschap om de minst rendabele putten te sluiten vooral in 1899 een nieuwe centrale zetel Trois Boules te vestigen in  Milmort.
Er werden talrijke moderniseringen doorgevoerd, die vaak betrekking hadden op de afvoer van het water dat zich vaak in de mijngangen verzamelde.
In 1962 werd ook de laatste, schacht gin Milmort gesloten. Sindsdien is een deel van het mijnterrein omgevormd tot bedrijventerrein, een deel ligt braak en daarop zijn vervallen muren te zien en een gesloten schacht waarop een gedenksteen werd geplaatst. Verder is er van de mijn niets overgebleven.

## Naburige concessies
Ten zuiden van deze concessie vindt men de concessies van:
- Société anonyme des Charbonnages de Bonne Espérance, Batterie, Bonne-Fin et Violette
- Société anonyme des Charbonnages de la Grande Bacnure